# Hattenhofen (Göppingen)
Hattenhofen é um município da Alemanha, no distrito de Göppingen, na região administrativa de Estugarda , estado de Baden-Württemberg.